# Marche (genre musical)
Ne doit pas être confondu avec Marche harmonique.
Pour les articles homonymes, voir Marche.
 (mars 2020).
Si vous disposez d'ouvrages ou d'articles de référence ou si vous connaissez des sites web de qualité traitant du thème abordé ici, merci de compléter l'article en donnant les références utiles à sa vérifiabilité et en les liant à la section « Notes et références ».

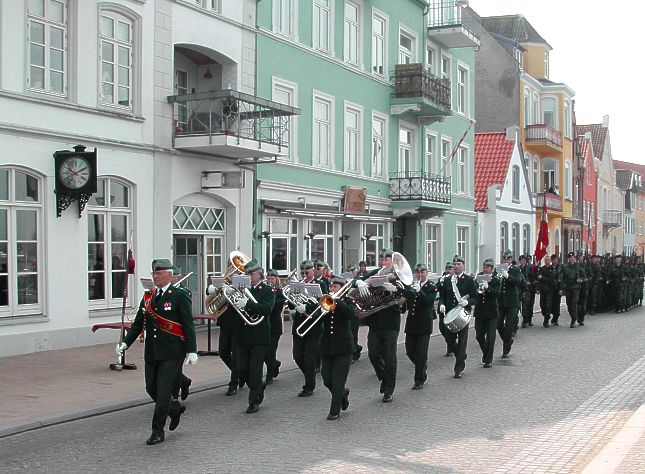
Marche militaire.

Une marche, qu'elle soit militaire, dansante ou circonstancielle, est un genre musical au rythme régulièrement cadencé, permettant de régler ou d'accompagner le déplacement d'un cortège lors d'une procession, d'un défilé ou d'une parade. 
De nature instrumentale ou vocale — une chanson de marche, par exemple — la marche n'est pas spécifique à un type de musique particulier. Selon sa destination, son tempo peut être plus ou moins rapide.

## Types
Chaque type de marche est associé à une activité sociale particulière, avec un caractère, un style et des usages spécifiques. La marche militaire, destinée à accompagner l'évolution d'une troupe d'infanterie, est sans doute le genre le plus connu de marche musicale. Les soldats qui « marchent au pas » règlent très précisément leur « marche » sur le tempo de la musique et de leurs chants, ce qui permet d'obtenir une unité de mouvement analogue à celle réalisée dans un ballet. Outre la marche militaire, on peut citer : la marche nuptiale, pour accompagner un cortège nuptial ; la marche funèbre, pour accompagner une cérémonie funéraire ; ou un hymne national : l’Hymne et Marche Pontificale a remplacé la Gran Marcia Trionfale comme hymne national du Vatican.

## Tempo de marche (tempo di marcia)
Le tempo d’une marche militaire doit correspondre au déplacement des soldats en parade, ou lorsqu’ils font du surplace. Le tempo de marche des troupes de Napoléon était réglé à 120 battements par minute (BPM) alors que le pas de parade des grognards à l'allure très lente se situe autour 60 pulsations par minute. 120 battements par minute est toujours le tempo de marche officiel de l'armée française à l'exception notable de la Légion étrangère qui est de 88 BPM et des chasseurs à pied (dont les alpins) dont le pas chasseur est réglé à 140 par minute. Chaque défilé du 14 juillet sur les Champs-Élysées parisiens permet de le constater par exemple. Les marches britanniques sont un peu plus modérées à 88-112 BPM, alors que les troupes allemandes défilent sur un tempo strict de 110 BPM.
Les marches funèbres adoptent un tempo environ la moitié plus lent, soit autour de 60 BPM.
Le tempo de la marche est un mouvement ou une allure modéré situé entre l’adagio cadencé de 60 à 80 battements par minute et le modérato cadencé entre 88 et 112 pulsations.

## Forme musicale
Hormis la constante qui est la battue à 2 temps (2/4, 2/2, 6/8, etc.), les formes musicales adoptées par les compositions qui relèvent du genre « marche » sont extrêmement variées. Dans sa forme « marche militaire », par ailleurs adoptée par de nombreuses marches « civiles », on peut cependant repérer l'architecture suivante :
- une introduction de 4 ou 8 mesures ;
- l'exposition d'un thème A de 16 mesures avec reprise ;
- l'exposition d'un thème B de 8 ou 16 mesures sans reprise (qui peut être qualifié de A' quand il est une variation du thème A) ;
- la ré-exposition du thème A sans reprise ;
- l'exposition d'un thème C avec reprise (ou B si le deuxième thème était A') ;
- un trio, partie medium, qui peut passer du 2/4 au 6/8, souvent modulant, et confiant en général la mélodie à des instruments de registre ténor, de 16 mesures avec reprise et éventuellement une introduction de 4 ou 8 mesures ;
- un « Da capo » ou « Dal signo » (selon la présence ou non d'une introduction) ad libitum, bien entendu senza replica (sans reprise) si la marche n'est pas militaire (ou avis contraire du chef ou du compositeur) avec arrêt du morceau (Fine) juste avant le trio[réf. nécessaire].

## Musique classique
Dans la musique classique, la marche a fini par devenir une forme musicale particulière. Dans la musique instrumentale, la marche est parfois utilisée comme un mouvement à part entière. Par exemple, le deuxième mouvement de la 3e symphonie de Beethoven, dite Héroïque, est une marche funèbre. Autre exemple, Camille Saint-Saëns a composé une Marche héroïque op.34 pour Orchestre, une Marche dédiée aux étudiants d’Alger op.163 (1921), Une Marche interalliée pour piano à 4 mains op.155 (1918) et Emmanuel Chabrier une Joyeuse marche pour Orchestre. Mozart a écrit sa Marche turque dite "alla turca" 3e mouvement de la sonate No 11. 
Dans la musique destinée à la scène — l'opéra, par exemple —, la marche peut être utilisée pour accompagner une action quelconque : arrivée ou départ d'un personnage important, déplacement d'un groupe dans la lointain ou en coulisse, etc. Par exemple, la première scène du deuxième acte de La Flûte enchantée de Mozart — Sarastro et ses prêtres — est précédée d'une « marche des prêtres » instrumentale. Mentionnons également  Hector Berlioz avec La Marche troyenne dans Les Troyens H133 entendue à l’acte 1, 3 et 4, la Marche funèbre pour la dernière scène d'Hamlet H103  et La Menace des francs, marche et chœur H117.
Franz Schubert : 3 marches militaires pour piano à 4 mains référence catalogue D733 la plus connue étant celle en ré majeur.
Johann Strauss (père) : Marche Radetzky (référence catalogue : AM (en) II, 145 Op. 228), marche militaire viennoise composée en 1848 en l'honneur du feld-maréchal autrichien Joseph Radetzky, vainqueur à la bataille de Custoza contre les piémontais en 1848.
Marche Miniature Viennoise référence catalogue IKF20 de Fritz Kreisler

## Orchestres d'harmonie
Le répertoire de musique originale ou transcrite pour les orchestres d'harmonie est riche de nombreuses marches, certains ensembles ayant vocation à défiler en parallèle à leurs prestations en salle. Les exemples abondent et témoignent de la grande variété thématique et formelle du genre :
- de très nombreuses pièces d'Henri Kling.
- le premier mouvement de la Seconde Suite en Fa pour orchestre militaire de Gustav Holst est une marche, sobrement intitulé March, qui alterne le 2/4 et le 6/8 ;
- Jan Van der Roost utilise le thème traditionnel Brian Boru's march pour le premier mouvement de sa suite Dublin Dances ;
- la transcription par Jean-Claude Amiot de La marche pour la cérémonie des turcs de Jean-Baptiste Lully est un classique des concerts donnés par les orchestres d'harmonie. Elle est battue à 2/2 ;
- Orion, composition originale de Jan Van der Roost est proche des musiques de film dans sa structure et son thème principal ;
- le premier mouvement de Aladdin Suite, musique de scène de Carl Nielsen, s'intitule Oriental Festival March et accompagne un défilé qui pourrait être issu d'un conte des Mille et Une Nuits ;
- celles du compositeur néerlandais Wim Laserom, grand spécialiste du genre ;
- celles du compositeur américain John Philip Sousa (Stars and Stripes Forever, High School Cadets, Semper fidelis, The Washington Post March, King Cotton, et El Capitan.